# Videlles
Videlles é uma comuna francesa na região administrativa da Ilha de França, no departamento de Essonne. Estende-se por uma área de 8.70 km². Em 2010 a comuna tinha 616 habitantes (densidade: 70,8 hab./km²).